# Chapelle de Locmaria de Quistinic
Pour les articles homonymes, voir Chapelle de Locmaria.
La Chapelle de Locmaria est située  au lieu-dit "Locmaria", à Quistinic dans le Morbihan.

## Historique
La chapelle de Locmaria est construite de 1488 à 1574.

## Architecture
La chapelle est construite en forme de croix latine. 
Le chœur, les bras du transept, le maître autel, les deux autels latéraux et leurs crédences, les deux énormes piliers encastrés ont été construits en 1450.
Le portail sud date du XVe siècle. La tour, le clocher et le pignon de la façade ouest ont été construits en 1574 dans le style renaissance. 
Les statues de la Trinité et de Notre Dame de la Trinité, sont du XVe siècle. Les boiseries du XVIIe siècle qui recouvraient le maître autel ont été avancées dans le chœur en 1982. La statue de la Vierge, du transept sud, du XVIe siècle en bois polychrome fut restaurée en 1966. Les statues de l'Ecce Homo et de Jésus en sa Passion, sont du XVIIe siècle. Les vitraux sont de 1898.
La chapelle fait l’objet d’une inscription au titre des monuments historiques depuis le 15 juin 1925.